# テッド・デビアス・ジュニア
テッド・デビアス・ジュニア（Ted DiBiase Jr.、1982年11月8日 - ）は、アメリカ合衆国の男性プロレスラーであり、映画俳優。ミシシッピ州クリントン出身。
"ミリオンダラーマン" テッド・デビアスの息子（次男）にあたる。また祖父は往年のレスラーである"アイアン" マイク・デビアス。さらに兄のマイク・デビアス（2代目）、弟のブレット・デビアスもプロレスラーである。なお上記の興行では、父と同じリングネームで活動している。

## 来歴
2001年、クリントン高校を卒業。高校ではアメリカンフットボールで活躍しクォーターバックを務める。ミシシッピ大学に進学後はアメリカンフットボールと共にサッカーも経験し、2005年に卒業した。
大学卒業後、兄と共にハーリー・レイス・レスリング・アカデミーでトレーニングを積み、2006年7月8日にWLW（World League Wrestling）でプロレスデビュー。2007年4月1日にはNOAHに留学し、興行に参戦し、また合宿所でのトレーニングや裏方作業も行った。5月には、当時川畑輝鎮と志賀賢太郎が保持していたグローバル・ハードコア・クラウン無差別級選手権にエディ・エドワーズと組んで挑戦。敗北し、敗者へのペナルティとして「パンチパーマのすばらしさをアメリカで広める」ことが課せられた。
2007年7月にWWEと契約し、スティーブ・カーンの主宰するFCW（Florida Championship Wrestling）でトレーニングを開始する。12月18日にはTJウィルソンに勝利し、FCW南部ヘビー級王座を獲得するがその後左膝骨折、指の骨折などの怪我により防衛戦を行なえず、2008年1月19日にパートナーのヒース・ミラーに王座を譲った。
2008年5月26日のRAWでヒールとしてデビューし、世界タッグ王座を獲ると宣言。6月のWWE Night of Champions 2008でハードコア・ホーリー&コーディ・ローデスとの世界タッグ王座戦でミステリアスパートナーが来ないまま試合開始となる。すると、コーディ・ローデスがハードコア・ホーリーを裏切りDDTを決めるとデビアスがフォールを奪い、ミステリアスパートナーはコーディだと明らかにし、デビアス & コーディが新王者となった。8月4日にはジョン・シナ&バティスタ組に王座を奪われるが翌週、王座奪還に成功。その後はクライム・タイムにベルトを盗まれたことにより、彼らとの抗争を開始。またこの頃からランディ・オートンとも対立し始める。9月頃からマヌを仲間に加え、3人で活動。10月末にはCMパンク&コフィ・キングストン組に敗れ、王座を奪われる。11月に対立状態にあったオートンの試合に乱入したことによりパントキックを浴び、戦線を離脱した（実際はDVDで発売される映画『マリーン2』撮影のためのアングル）。
2009年1月にレガシーを追放されたシム・スヌーカ、マヌと共に登場するがマヌとスヌーカを裏切りレガシーへ加入。以降はオートンの試合に乱入しては相手を襲撃するなど、コーディと共にオートンをサポートした。
ローデスと共にトリプルHの王座獲得を阻んでいたため、D-ジェネレーションX再結成のきっかけを作ってしまい抗争を繰り広げ、ブレーキング・ポイントではDX相手に勝利するもののヘル・イン・ア・セルで敗れ、抗争は終了した。
その後はブラッギング・ライツの予選試合でローデスに敗れ番組対抗戦の出場権を奪われたり、ローデスと組んでオートン＆シナと闘ったタッグ戦ではシナに気を取られていたオートンを後ろから丸めこみフォールを奪うなどして仲間との関係も微妙なものとなっていった。翌週組まれたオートンとのシングル戦で懲罰を受けたが、ブラッギング・ライツでローデスとともにオートンを援護するなどして一度は元の鞘に収まったものの、やはりレガシーのリーダーであるオートンとの関係が徐々に険悪なものとなる。そして2010年3月28日のレッスルマニア26でトリプルスレット形式でオートンと戦うがローデスはオートンのパントキックを浴び、自身はRKOを浴び、オートンに敗れる。これによりレガシーは完全に解散となった。
レガシー解散後は、父親のギミックを受け継ぎ、ミリオンダラー・ベルトを持ち、バージルを従えて登場。Rトゥルースとの抗争終了後はバージルを解雇して、マリースをマネージャーにし、恋愛ストーリーが開始された。
10月のRAWでゴールダストにミリオンダラー・ベルトを盗まれたことをきっかけに抗争を開始するが、ゴールダストがNXTで指導しているアクサナにも妨害されてベルトを取り返せずにいた。11月15日、"Old School edition" と銘打って行われたスペシャル版のRAWでゴールダストは正統な持ち主であるデビアス（ミリオンダラー・マン）に返還し、抗争は終了した。
NXTシーズン4ではブローダス・クレイを指導するプロとして登場している。しかし2011年1月26日のNXTで勝てば好きなプロと自分のプロを交換できる4wayエリミネーションマッチでクレイが勝利。クレイは散々な仕打ちを受けていたため、デビアスを見捨て、アルベルト・デル・リオを選んだ。そのためデル・リオのルーキーであるコナー・オブライアンがデビアスのルーキーとなるはずであったが、オブライアンは既に脱落してしまっていた。
4月25日に行われたドラフトでSmackDownに移籍。SmackDownに移籍後、コーディと行動を共にしていたが、連敗続きだった為にコーディに見捨てられてしまった。これを機にベビーフェイスに転向し、ナイト・オブ・チャンピオンズでコーディとIC王座戦を対戦するが敗戦。その後は、ジンダー・マハルやフニコ & カマーチョを同時に相手取り、それぞれに一進一退の抗争を繰り広げたが、腕の負傷により休場。8月より復帰するが、Saturday Morning Slamへの出番が多かった為に日本で放送しているWWE系列の番組では見られなかった。2013年8月26日、YouTubeのテッドが登録しているチャンネルである『Ted DiBiase Jr TV』にてWWEとの契約を延長する意思はないとして退団することを発表した動画を投稿した。
WWE退団後、10月12日にFWE（Family Wrestling Entertainment）に参戦。コルト・カバナと対戦し、ドリーム・ストリートを決めて勝利した。
2023年4月ミシシッピ州の福祉詐欺スキャンダルに関与した連邦支援金を騙し取った罪で起訴され刑務所に収容されたが、現地時間21日午後に釈放。以後2カ月以内に裁判が始まる予定

## 得意技
ミリオンダラー・ドリーム
コブラクラッチと同じ技で、得意とした父親から伝授された。
ミリオンダラー・バスター
コブラクラッチを極めたまま掛ける河津落とし。考案者である父親の直伝。上記からの連携で使用することが多い。
ドリーム・クラッシャー
ミリオンダラー・ドリームを極めたままキャメルクラッチをかけるオリジナル技。ミリオンダラー・ドリームからミリオンダラー・バスターをかけ、さらにそこからの連続での使用が多い。
ドリーム・ストリート
コブラクラッチ・スラム。コブラクラッチの状態から体を反転してしかけるロック・ボトム。現在のフィニッシュ・ホールドとして使用されている。
フィスト・ドロップ
寝ている相手へ、立った状態から倒れ込みながら片手の拳をぶつけていく技。ノア参戦時には拳を握り「OH!YEAH」とアピールしてから決めていた。
ダイビング・ダブル・フット・スタンプ
寝ている相手へ、コーナー場から飛び降りて両足で相手を踏みつける技。
ランニング・クローズライン
ランニング・ハイニーアタック
ロープワーク式 ラリアット
相手がロープに走ったのを追いかけ、相手が止まって振り返ったところに、相手の喉元へ自分の片腕をぶつける。
バーティカル・スープレックス
ハーフネルソン式バックブリーカ
スパインボム
スタンガン
相手を正面から抱え上げ、倒れこんで喉をトップロープに打ち付ける。
パワースラム
DDT

## タイトル歴
WWE
- WWE・世界タッグチーム王座 : 2回（w / コーディ・ローデス×2）
- ミリオン・ダラー王座 : 1回

FCW
- FCW南部ヘビー級王座 : 1回

## 入場曲
- Priceless
- It's a New Day(Adelitas Way)
- I Come From Money

## その他
- 2008年2月15日にフロリダ州ヒルズボロー郡において飲酒運転で逮捕された。
- 2008年10月30日、結婚。
- 2009年末に初主演の映画「ネバー・サレンダー 肉弾突撃」（原題:The Marine 2）がDVDで発売。